# Lac Caupichigau
Lac Caupichigau är en sjö i Kanada.   Den ligger i regionen Nord-du-Québec och provinsen Québec, i den östra delen av landet, 500 km norr om huvudstaden Ottawa. Lac Caupichigau ligger 334 meter över havet. Arean är 12,0 kvadratkilometer. Den sträcker sig 14,3 kilometer i nord-sydlig riktning, och 9,0 kilometer i öst-västlig riktning.
Trakten runt Lac Caupichigau är nära nog obefolkad, med mindre än två invånare per kvadratkilometer.